# Římskokatolická farnost Knínice u Boskovic
Římskokatolická farnost Knínice u Boskovic je územní společenství římských katolíků s farním kostelem svatého Marka. Farnost je součástí boskovického děkanství v rámci brněnské diecéze. Do farnosti patří městys Knínice a obce Vážany, Šebetov a Sudice.

## Historie farnosti
Knínický kostel zbudovaný na místě staroslovanského hradiště byl po celý středověk jediným farním kostelem na celém panství hradišťských premonstrátů. V rukou církevní vrchnosti zůstaly až do sklonku 18. století. Poté, co byl starý kostel roku 1802 zbořen kvůli zchátralosti, byl na jeho místě v letech 1805–1806 postaven kostel nový.
Nejstarší památkou je pak zvon z roku 1556 zhotovený mistrem Filipem z Vyškova.
V roce 1829 byla pod kostelem vybudována rodová hrobka hrabat Strachwitzů. V současné době je vchod do hrobky chráněn masivní kovanou železnou mříží ozdobenou písmenem S a ručně tepanou hraběcí korunkou, a dále obrovským náhrobním kamenem, do kterého je vytesán erb hrabat Strachwitzů. Nad ním je na žlutě natřené a zubem času již značně poničené čelní stěně umístěna nástěnná malba dvou vznášejících se andělů nesoucích latinsky psaný nápis Reguiescant in páce (Ať odpočívají v pokoji).
Ve svahu za kostelem je umístěna nízká čtvercová dřevěná zvonice s jehlanovou střechou zakončená kuželkou s prodlouženým dříkem. Zvonici tvoří dřevěná kostra na kamenné podezdívce pobitá svislými prkny. Uvnitř stojatá stolice na zvony, rozdělená do tří poli. V konstrukci stolice použito tesařské i hřebíkové vazby. Podlaha zvonice dřevěná, fošnová. Ve stěnách prořezána na každé straně tři obdélná okénka s obloukem a nad nimi tři kruhové kajutové otvory. Vchod v průčelí kryt sedlovou stříškou, vvnášenou dvěma svislými kulatými sloupky zapuštěnými do prahu na schodech. Všechny okenní otvory lemovány dřevěnou šambránou. Zvonice byla postavena roku 1892.

## Duchovní správci
Administrátorem excurrendo byl od 1. září 2007 R. D. Mgr. Miroslav Šudoma z farnosti Boskovice. Toho od července 2017 vystřídal jako administrátor excurrendo R. D. Josef Pejř z farnosti Horní Štěpánov. K 1. srpnu 2019 byl administrátorem excurrendo ustanoven opět R. D. Mgr. Miroslav Šudoma, který jím byl do 10. července 2025. K 11. červenci 2025 se dočasným administrátorem excurrendo stal Michal Polenda z farnosti Křetín.

## Bohoslužby
| Kostel                 | Místo   | Bohoslužba (den)                                    | Hodina          | Poznámka        |
| ---------------------- | ------- | --------------------------------------------------- | --------------- | --------------- |
| kostel svatého Marka   | Knínice | neděle čtvrtek 1. pátek v měsíci 1. sobota v měsíci | 8.30 18.00 8.30 | farní kostel    |
| kostel Zvěstování Páně | Vážany  | nekonají se                                         | nekonají se     | filiální kostel |

## Duchovní pocházející z farnosti
Z farnosti, konkrétně z Šebetova, pochází biskup Mořic Pícha.

## Aktivity farnosti
Den vzájemných modliteb farností za bohoslovce a bohoslovců za farnosti brněnské diecéze i Adorační den připadá na 12. prosince. Farnost vydává čtyřikrát do roka vlastní časopis Farníček, organizuje výstavy, koncerty, duchovní obnovy, misijní jarmarky, Noc kostelů a večery chval. Ve farnosti působí Schola Knínice, která doprovází mše svaté, svatby a jiné církevní obřady. Ve farnosti také působí řada společenství pro různé věkové i zájmové skupiny.
Ve farnosti se pravidelně pořádá tříkrálová sbírka. V roce 2015 se při ní v Knínicích vybralo 25 792 korun, v Vážanech 14 057 korun, v Šebetově 17 131 korun a v Sudicích 3 645 korun. V roce 2017 činil výtěžek sbírky jen v Knínicích 29 293 korun.

## Fotogalerie

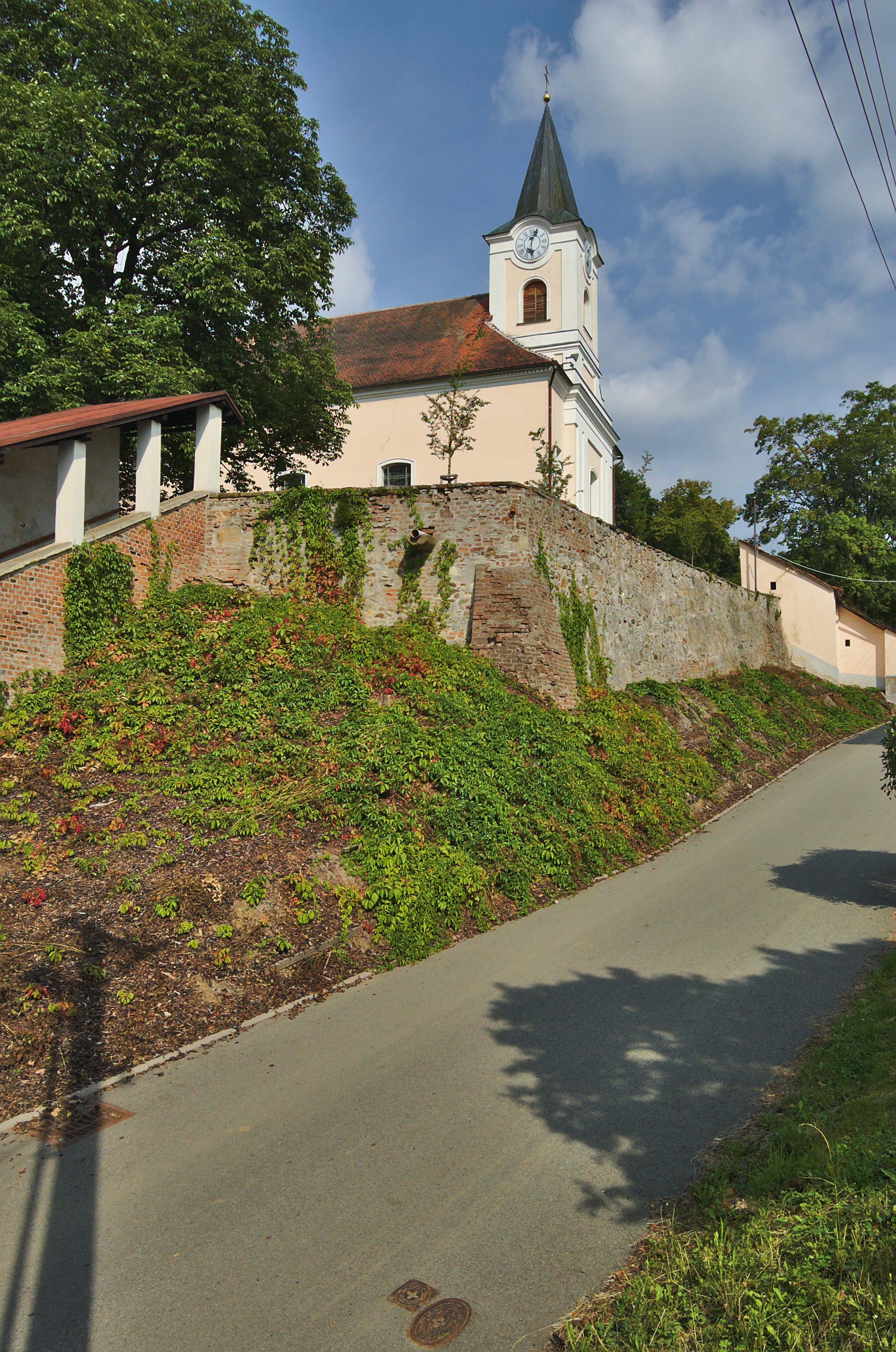
Kostel svatého Marka, Knínice
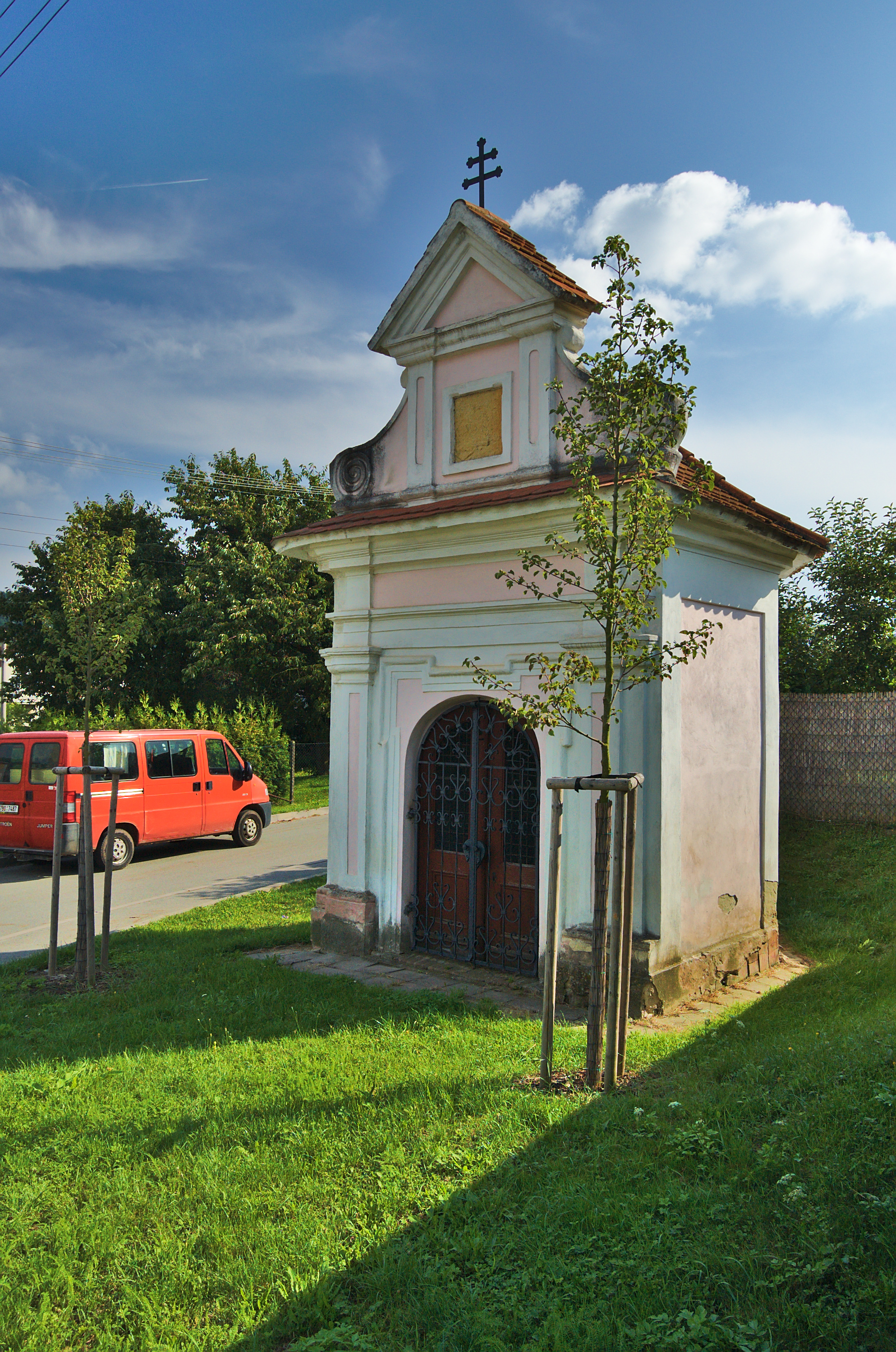
Kaple svatého Floriána, Knínice
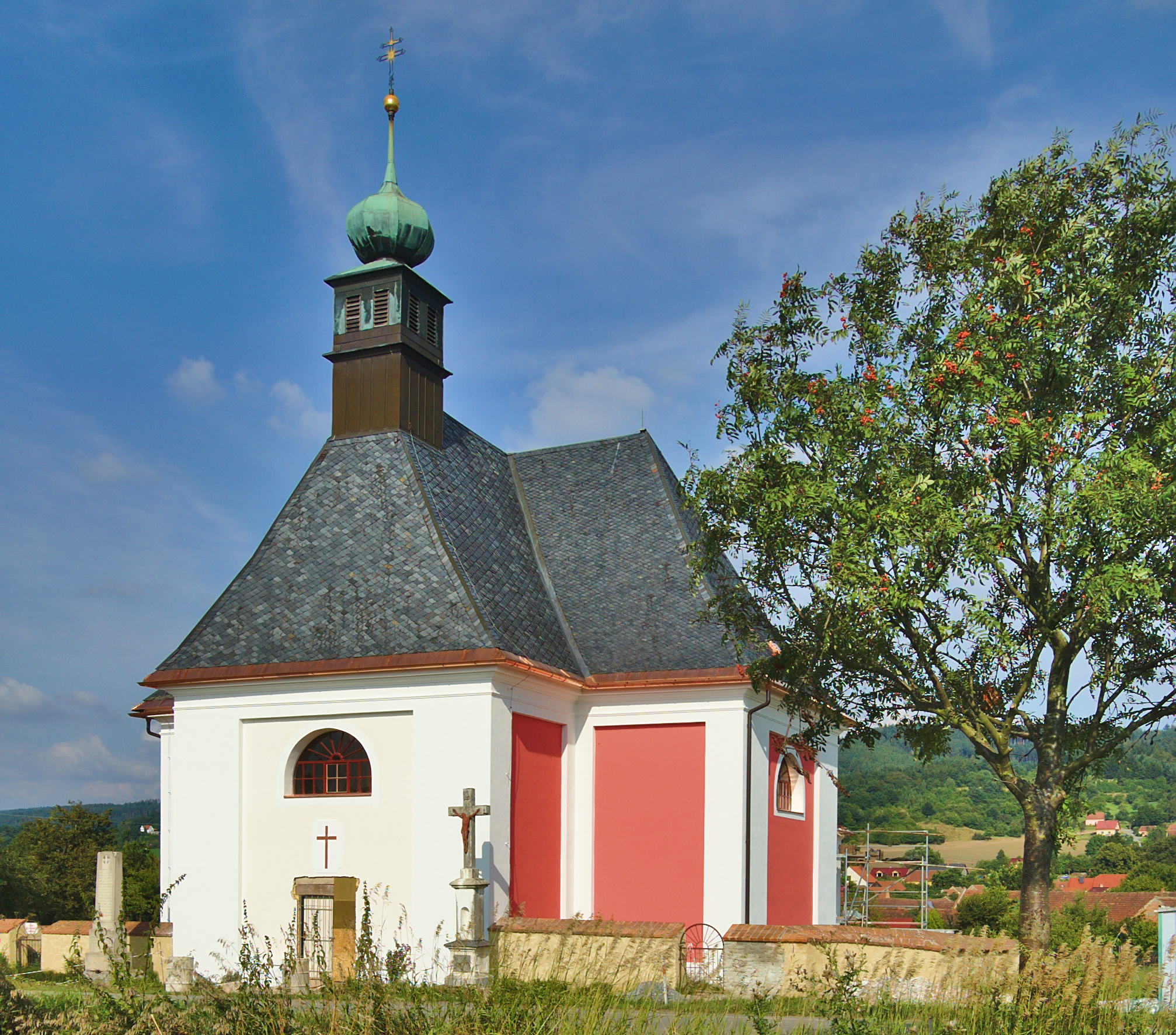
Kostel Zvěstování Páně, Vážany